# Kathrin Douglass
Kathrin Douglass (* 1970 in Ost-Berlin) ist evangelische Pfarrerin, Lobpreisleiterin und Autorin für christliche Kinder-CDs.
Sie ist Tochter des Berliner Grafikers und freikirchlichen Pastors Gernot Brandt.
Douglass studierte kurz nach der Wende Wirtschaftsinformatik an der HTW in Berlin und besuchte anschließend das Gospel Art Studio in München. Sie lernte Gesang bei dem afro-amerikanischen Opern- und Gospelsänger Michael Flannagan und auf einer Musikakademie in Johannesburg/Südafrika. Dort war sie erstmals an einer CD- und Filmproduktion für "Hosanna!-Integrity-Music" beteiligt.
Nach ihrer Rückkehr nach Berlin lernte sie ihren ersten Mann, den Gitarristen, Keyboarder und Komponisten Andreas Jädicke, kennen. Die beiden verdienten ihren Lebensunterhalt, indem sie mit ihrem Jazz- und Gospelprogramm in Berlin von Club zu Club tingelten. Rund 150 Auftritte im Jahr absolvierten sie auf diese Weise. Angeregt durch die Geburt ihrer beiden Söhne (2001 und 2003) begannen sie, Kinderlieder zu schreiben. Ein Verlag wurde auf die beiden aufmerksam. Im Sommer 2006 verstarb Andreas Jädicke völlig unerwartet an einem Herzstillstand – kurz nach Fertigstellung ihrer ersten gemeinsamen CD. Douglass machte trotz ihrer Trauer mit der Kinder-CD-Serie weiter. Seit 2007 ist sie in zweiter Ehe mit dem Pfarrer und Autor Klaus Douglass verheiratet. Die beiden wohnen seit 2010 mit ihren Söhnen in Eltville am Rhein. Von 2013 bis 2016 studierte Kathrin Douglass evangelische Theologie in Marburg und war anschließend Vikarin in der Bergkirche Wiesbaden. Seit April 2019 ist sie als Pfarrerin im evangelischen Dekanat Wiesbaden in den Gemeinden Bierstadt und Wildsachsen tätig.

## Veröffentlichungen
- 1, 2, 3 und 4 – Komm und sing ein Lied mit mir. Die CD zum Reisen, Rasten, Spielen, Lernen (mit Andreas Jädicke)[6]
- 1, 2, 3 und 4 – Die Weihnachtszeit steht vor der Tür.
- 1, 2, 3 und 4 – Welches Wetter haben wir?
- 1, 2, 3 und 4 – Tanze, hüpf und spiel mit mir. Spiel-, Spaß- und Bewegungslieder für kleine Entdecker
- Der Himmel ist gleich nebenan. Ein ungewöhnliches Hörspiel über Leben und Tod für Kinder (mit Christian Mörken)[7]